# Бекабадский район
Бекабадский район (тума́н; узб. Bekobod tumani / Бекобод тумани) — район в Ташкентской области Узбекистана. Административный центр — городской посёлок Зафар.

## История
Район был образован в 1926 году под названием Беговатский район. Упразднен в начале 1963 года, но уже 17 апреля 1964 года восстановлен. 31 августа 1964 года район получил современное название.

## Административно-территориальное деление
По состоянию на 1 января 2011 года, в состав района входят:
- 5 городских посёлков:

1. Зафар,
2. Бобур,
3. Гулзор,
4. Куркам,
5. Хос.

- 12 сёл (6) и сельских сходов граждан (6):

1. село Дальверзин,
2. село Кият,
3. село Маданият,
4. село Муйинкум,
5. село Чанак,
6. село Янгихаят;
7. Бахористан,
8. Бекабад,
9. Гулистан,
10. Джумабазар,
11. Мехнатабад,
12. имени Пушкина.